# معركة خليج ليتي

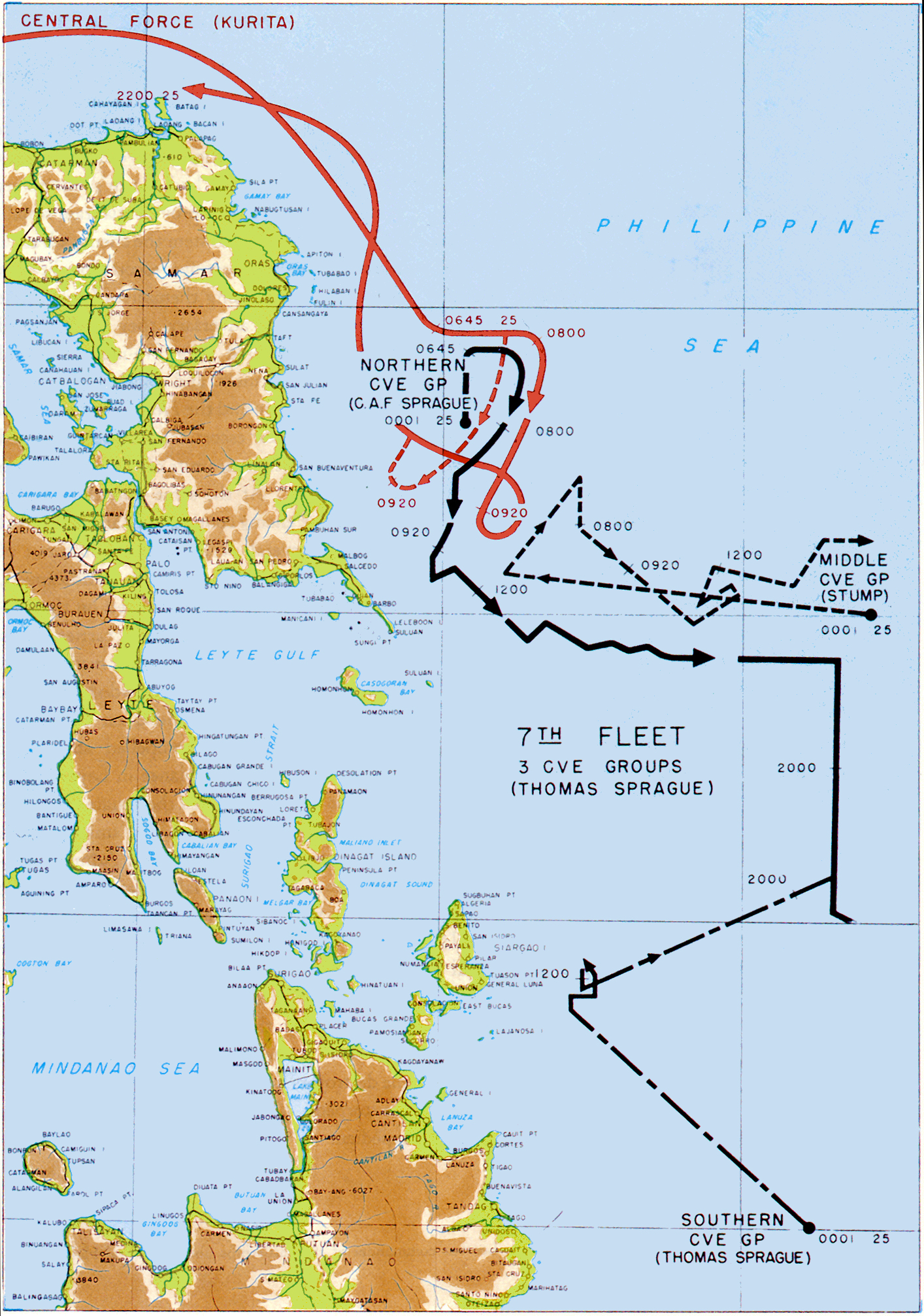
مسار العمليات خلال المعركة

معركة خليج ليتي هي أكبر معركة بحرية في الحرب العالمية الثانية، وهي أحد المنافسين على لقب «أكبر معركة بحرية في التاريخ» وفقًا لبعض المعايير، مع وجود أكثر من 200000 من أفراد القوات البحرية المشاركين. حدثت المعركة في المياه بالقرب من جزر الفلبين ليتي وسامار ولوزون، في الفترة منذ 23 إلى 26 أكتوبر من عام 1944، وكانت بين القوات الأمريكية والأسترالية المشتركة والبحرية الإمبراطورية اليابانية (آي جاي إن). كانت جزءًا من غزو ليتي، وهدفت لعزل اليابان عن البلدان التي احتلتها في جنوب شرق آسيا والتي كانت مصدرًا حيويًا للإمدادات الصناعية والنفطية.
بحلول وقت المعركة، كان لدى اليابان عدد أقل من السفن الرئيسية (حاملات الطائرات والبوارج) المتبقية مقارنة بالعدد الكلي لحاملات الطائرات الخاصة بالقوات المتحالفة، وهو ما يبرز التباين في القوة في هذه المرحلة من الحرب. بأي حال، حشدت البحرية الإمبراطورية اليابانية جميع سفنها البحرية الرئيسية المتبقية تقريبًا في محاولة لهزيمة غزو الحلفاء، لكنها صُدّت من قبل الأسطولين الثالث والسابع لبحرية الولايات المتحدة الأمريكية.
تألفت المعركة من أربعة اشتباكات رئيسية منفصلة: معركة بحر سيبويان، ومعركة مضيق سوريجاو، والمعركة قبالة رأس إنجانيو، والمعركة قبالة سامار، بالإضافة إلى أعمال أخرى أصغر.
كانت هذه المعركةَ الأولى التي نفذت فيها الطائرات اليابانية هجمات كاميكازي منظمة، وآخر معركة بحرية بين البوارج في التاريخ. عانت البحرية الإمبراطورية اليابانية من خسائر فادحة ولم تبحر في قوة مماثلة بعد ذلك أبدًا، فقد تقطعت بها السبل لبقية الحرب بسبب نقص الوقود في قواعدها، ولم تتمكن من صد غزو الحلفاء الناجح لليتي.

## خلفية
تمكنت حملات أغسطس منذ عام 1942 إلى أوائل عام 1944 من طرد القوات اليابانية من العديد من قواعدها الجزيرية في جنوب ووسط المحيط الهادئ، إضافة إلى عزل العديد من قواعدها الأخرى (أبرزها في جزر سليمان، وأرخبيل بسمارك، والجزر الأميرالية، وغينيا الجديدة، وجزر مارشال، وجزيرة ويك)، وفي يونيو عام 1944، استولت سلسلة من عمليات الهبوط السريعة البرمائية الأمريكية المدعومة من فرقة مهام الناقل السريع للأسطول الخامس على معظم جزر ماريانا (متجاوزين روتا). خرق هذا الهجوم حلقة الدفاع الداخلية الاستراتيجية في اليابان وأعطى الأمريكيين قاعدة سمحت للطائرات المهاجمة بعيدة المدى من طراز بوينغ بي-29 سوبر فورترس بمهاجمة الجزر اليابانية الأصلية.
شن اليابانيون هجومًا مضادًا في معركة بحر الفلبين. قامت البحرية الأمريكية بتدمير ثلاث حاملات طائرات يابانية، وألحقت أضرارًا بالسفن الأخرى، وأسقطت ما يقارب 600 طائرة يابانية، تاركة البحرية الإمبراطورية اليابانية مع القليل من القوة الجوية المحمولة على متن الناقل وعدد قليل من الطيارين ذوي الخبرة. على الرغم من ذلك، اعتُقد أن القوة الجوية البرية الكبيرة التي جمعها اليابانيون في الفلبين خطيرة جدًا لأن تُتَجاوز، وكان ذلك من قبل العديد من كبار الضباط خارج هيئة رؤساء الأركان المشتركة، بمن فيهم الأدميرال شيستر نيمتز.